# Vaahteraliiga
Vaahteraliiga är den högsta serien i amerikansk fotboll i Finland. Serien består av sju lag år 2021. Finska mästerskapet avgörs genom ett slutspel mellan de fyra bäst placerade lagen i serien.

## Klubbar i Vaahteraliiga 2024
| Klubb                    | Placering 2023 | Hemort      | Grundad |
| ------------------------ | -------------- | ----------- | ------- |
| Porvoo Butchers          | 1              | Borgå       | 1986    |
| Seinäjoki Crocodiles     | 2              | Seinäjoki   | 1987    |
| Helsinki Roosters        | 3              | Helsingfors | 1980    |
| Wasa Royals              | 4              | Vasa        | 1994    |
| Kuopio Steelers          | 5              | Kuopio      | 1991    |
| United Newland Crusaders | 6              | Lojo        | 2018    |
| Helsinki Wolverines      | 7              | Helsingfors | 1995    |

## Mästare
| - 2024 Helsinki Roosters - 2023 Porvoo Butchers - 2022 Kuopio Steelers - 2021 Kuopio Steelers - 2020 Kuopio Steelers - 2019 Helsinki Roosters - 2018 Helsinki Roosters - 2017 Helsinki Roosters - 2016 Helsinki Roosters | - 2015 Helsinki Roosters - 2014 Helsinki Roosters - 2013 Helsinki Roosters - 2012 Helsinki Roosters - 2011 Helsinki Wolverines - 2010 Porvoo Butchers - 2009 Porvoo Butchers - 2008 Porvoo Butchers - 2007 Porvoo Butchers - 2006 Porvoo Butchers - 2005 Porvoo Butchers - 2004 Helsinki Roosters | - 2003 Turku Trojans - 2002 Helsinki Roosters - 2001 Seinäjoki Crocodiles - 2000 Helsinki Roosters - 1999 Helsinki Roosters - 1998 Helsinki Roosters - 1997 Helsinki Roosters - 1996 Helsinki Roosters - 1995 Helsinki Roosters - 1994 East City Giants - 1993 East City Giants - 1992 East City Giants | - 1991 East City Giants - 1990 Helsinki Roosters - 1989 Munkka Colts - 1988 Helsinki Roosters - 1987 Helsinki Roosters - 1986 Helsinki Roosters - 1985 Vantaa TAFT - 1984 East City Giants - 1983 Helsinki Roosters - 1982 Helsinki Roosters - 1981 MAJS - 1980 Poli |